# PlayBoy (and the Gang of Cherry)
PlayBoy (and the Gang of Cherry), noto anche come Playboy and the Gang of Cherry è un film del 2017 diretto da Oompon Kitikamara.
Si tratta del sequel del film Bittersweet Chocolate.

## Trama
Mac anche noto come "PlayBoy", è uno dei membri più noti della mafia gay "Gang of Cherry", che ha la base in un sito in costruzione da qualche parte in Tailandia. "PlayBoy" è un prostituto gay con una dipendenza per il sesso Sm. Quando una spedizione di farmaci scompare, tutto inizia a prendere una brutta piega.